# Chirac-Bellevue
Chirac-Bellevue – miejscowość i gmina we Francji, w regionie Nowa Akwitania, w departamencie Corrèze.
Według danych na rok 1990 gminę zamieszkiwało 191 osób, a gęstość zaludnienia wynosiła 9 osób/km² (wśród 747 gmin Limousin Chirac-Bellevue plasuje się na 440. miejscu pod względem liczby ludności, natomiast pod względem powierzchni na miejscu 313.).

## Populacja

Populacja Chirac-Bellevue w latach 1962–2008